# Elisabeth Gram
Elisabeth Gram (* 17. April 1996 in Zams) ist eine ehemalige österreichische Freestyle-Skierin. Sie startete in der Disziplinen Halfpipe, Slopestyle und Big Air.
Ihren ersten internationalen Erfolg feierte die aus Fließ stammende Schülerin am 15. Januar 2012 bei den Olympischen Jugend-Winterspielen in Innsbruck mit der Goldmedaille in der Halfpipe. Im Januar 2013 startete sie in Copper Mountain erstmals im Freestyle-Skiing-Weltcup und belegte dabei den 23. Platz in der Halfpipe. In der Saison 2016/17 gewann sie mit 11 Top-Zehn-Platzierungen, darunter vier Podestplatzierungen, die Big-Air und die Slopestyle-Wertung des Europacups. Im Dezember 2017 erreichte sie im Secret Garden Skiresort mit dem sechsten Platz in der Halfpipe ihr erstes Top-Zehn-Ergebnis im Weltcup.
Am 25. Juni 2020 gab Gram ihren Rücktritt bekannt.

## Erfolge

### Olympische Winterspiele
- Pyeongchang 2018: 13. Halfpipe

### Weltmeisterschaften
- Park City 2019: 7. Halfpipe

### Weltcup
- 5 Platzierungen unter den besten 10

### Europacup
- 9 Podestplätze, davon 3 Siege

| Datum             | Ort    | Land       | Disziplin |
| ----------------- | ------ | ---------- | --------- |
| 10. März 2017     | Vogel  | Slowenien  | Halfpipe  |
| 13. Dezember 2017 | Kaprun | Österreich | Halfpipe  |
| 13. Dezember 2017 | Kaprun | Österreich | Halfpipe  |

### Olympische Jugendspiele
- Innsbruck 2012: 1. Halfpipe